# Christus Dominus

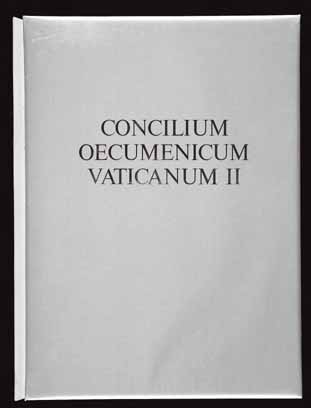
Zweites Vatikanisches Konzil

Christus Dominus (CD) heißt, nach seinen Anfangsworten, das Dekret des Zweiten Vatikanischen Konzils „über die Hirtenaufgabe der Bischöfe in der Kirche“, das am 28. Oktober 1965 von Papst Paul VI. promulgiert wurde. Es fordert die Bischöfe auf, die verschiedenen Formen des Apostolats zu fördern sowie unter ihrer Leitung die Apostolatswerke aufeinander abzustimmen, um ihre innige Verbindung mit der Diözese zum Ausdruck zu bringen (CD Nr. 17).

## Entstehung des Textes und Zielsetzung
In dem Text wurden zwei Schemata zusammengeführt, die in den vorangegangenen Sitzungsperioden zu den Themen „Über die Seelsorge“ und „Über die Bischöfe und die Regierung der Diözesen“ erarbeitet und beraten worden waren. Das so entstandene neue Schema war ursprünglich De episcopis (lateinisch: Über die Bischöfe) überschrieben. Während der zweiten Sitzungsperiode wurde es vom 5. Oktober bis zum 15. November 1963 eingehend beraten, dabei gab es 149 mündliche und 219 schriftliche Stellungnahmen. Das Konzil verabschiedete das Dekret in seiner vierten und letzten Sitzungsperiode am 28. Oktober 1965 mit 2319 Ja- und zwei Nein-Stimmen.
Die Theologie des Bischofsamtes hatte des Konzil bereits in der dritten Sitzungsperiode 1964 in der Dogmatischen Konstitution über die Kirche Lumen gentium (Nr. 18–27) grundlegend dargelegt. Christus Dominus bestimmt auf diesem Hintergrund die Aufgabe des Bischofs innerhalb der Verfassung der Kirche eher in kirchenrechtlicher Hinsicht. Dementsprechend enthält das Dekret den Auftrag, die beschlossenen Grundsätze bei einer Neubearbeitung des Codex Iuris Canonici umzusetzen (Nr. 44).
Der 1983 von Papst Johannes Paul II. promulgierte Codex Iuris Canonici setzte die Vorgaben des Dekrets Buch II über das Volk Gottes um und dort in Teil II  „Hierarchische Verfassung der Kirche“ (canones 330–572).

## Inhaltsübersicht
- Vorwort
- 1. Kapitel: Die Bischöfe und die Gesamtkirche
I. Die Rolle der Bischöfe in der Gesamtkirche und die Bischofssynode
II. Die Bischöfe und der Apostolische Stuhl
- 2. Kapitel: Die Bischöfe und die Teilkirchen oder Diözesen
I. Die Diözesanbischöfe
II. Die Abgrenzung der Diözesen
III. Die Mitarbeit des Diözesanbischofs im Hirtendienst
1) Die Koadjutoren und Weihbischöfe
2) Diözesankurie und Diözesanräte
3) Der Diözesanklerus
4) Die Ordensleute
- 3. Kapitel: Die Zusammenarbeit der Bischöfe zum gemeinsamen Wohl mehrerer Kirchen
I. Die Synoden, Konzilien und besonders die Bischofskonferenzen
II. Die Abgrenzung der Kirchenprovinzen und die Errichtung von kirchlichen Regionen
III. Bischöfe, die ein überdiözesanes Amt ausüben
- Allgemeiner Auftrag
- Anmerkungen

## Amt und Aufgaben der Bischöfe
Christus Dominus greift wichtige Aussagen über die Kirche und das Amt des Bischofs aus Lumen gentium auf:
- Die Bischöfe sind in der Kraft des Heiligen Geistes „wahre und authentische Lehrer des Glaubens, Priester und Hirten“ (CD 2, vgl. LG 20–26). Wie in Lumen gentium, so ist auch hier das dreifache Amt Christi (das prophetische Amt, das priesterliche Amt (Hirtenamt) und das königliche Amt) Maßstab für das Heilshandeln der Kirche und den Dienst des Bischofs. Für die Seelsorge in den Diözesen im Rahmen dieser dreifachen Aufgabenstellung gibt das Dekret detaillierte Hinweise in den Abschnitten 11 bis 21.
- Die Leitungsaufgabe des Bischofs wird verstanden als „Hirtendienst“; die Bischöfe setzen „das Werk Christi, des ewigen Hirten, durch alle Zeiten fort“ und sind dabei als „Hirten der Seelen“ Nachfolger der Apostel (CD 2, LG 18).
- Mit der Wiederentdeckung der Kirche als „Familie Gottes“, wie es ebenfalls Lumen Gentium (LG 6 und 27) zum Ausdruck kam, wird das Bild des Bischofs als Vater besonders aussagekräftig. Christus Dominus spricht von „wahre(n) Väter(n), die sich durch den Geist der Liebe und der Sorge für alle auszeichnen und deren von Gott verliehener Autorität sich alle bereitwillig unterwerfen; die ganze Familie ihrer Herde sollen sie so zusammenführen und heranbilden, dass alle, ihrer Pflichten eingedenk, in der Gemeinschaft der Liebe leben und handeln.“ (CD 16)
- Insbesondere ist der Bischof der „Vater“ des Presbyteriums, in dem alle Priester seines Bistums eine einzige Familie bilden (CD 28).
- Durch die Bischofsweihe als höchster der Weihen wird die Fülle des Weihesakramentes übertragen (CD 15, LG 21).
- Die Bischöfe bilden ein hierarchisches „Kollegium“, eine „Bischofskörperschaft“ (Collegium seu corpus Episcoporum) unter Leitung des Papstes (CD 4, LG 22).
- Der Bischof arbeitet eng zusammen mit den Priestern und Diakonen, seinen Mitarbeitern (CD 11 und 15, LG 20).

In Lumen gentium (Nr. 23) hatte das Konzil die einzelnen Diözesen als „Teilkirchen“ anerkannt, die die eine und einzige katholische Kirche konstituieren. Dem trägt Christus Dominus Rechnung und beschreibt die Bischöfe, denen die Sorge für eine Teilkirche anvertraut ist, als „eigentliche, ordentliche und unmittelbare Hirten“, die unter der Autorität des Papstes ihre Schafe im Namen des Herrn weiden (CD 11). Eine bedeutsame Neuerung besteht somit darin, dass die Amtsvollmacht des Bischofs eine ursprüngliche Vollmacht ist, die sich unmittelbar aus seiner Bischofsweihe ergibt, und nicht eine vom Papst eingeräumte oder delegierte Vollmacht: 

„Als Nachfolgern der Apostel steht den Bischöfen in den ihnen anvertrauten Diözesen von selbst jede ordentliche, eigenständige und unmittelbare Gewalt (omnis potestas ordinaria, propria ac immediata) zu, die zur Ausübung ihres Hirtenamtes erforderlich ist.“

Die Priester und Diakone sind hingegen „Mitarbeiter des Bischofsstandes“ und somit auf der Ebene des Bistums dem Bischof nachgeordnet und von ihm abhängig: „Die Bischöfe selbst sind die hauptsächlichen Ausspender der Geheimnisse Gottes, wie sie auch die Leitung, Förderung und Aufsicht des gesamten liturgischen Lebens in der ihnen anvertrauten Kirche innehaben.“ (CD 15)

## Einzelne Regelungen

### Römische Kurie
Die Konzilsväter wünschten in diesem Dekret – unter Anerkennung der bisher dem Papst und den Bischöfen geleisteten Hilfestellung –, dass die Verwaltungsorgane der Römischen Kurie mittels einer neuen Ordnung den Erfordernissen der Zeit sowie der einzelnen Regionen und Riten besser entsprechen solle; zentrale Behörden und Organe der katholischen Kirche sollten eine „weltweite Prägung“ ihrer Mitglieder mit Beamten und Beratern aus verschiedenen Gebieten der Kirche bekommen, darunter auch amtierende Diözesanbischöfe. (DC 9f.)

### Funktionsfähige Diözesen
Beim Zuschnitt der Diözesen soll darauf geachtet werden, dass sie hinsichtlich ihrer Zusammensetzung eine „organische Einheit“ in einem zusammenhängenden Gebiet bilden und es dem Bischof ermöglichen, mit den Priestern und den verantwortlichen Laien einen direkten Kontakt zu halten. Jeder Diözese sollen genügend geeignete Kleriker zur Verfügung stehen, und die notwendigen Einrichtungen und Werke für Leitung und Seelsorgearbeit wie auch die Mittel zum Unterhalt des Personals und der Einrichtungen müssen absehbar ausreichend vorhanden sein. Der Bischofssitz soll dafür an einem günstigen Ort liegen. Dabei sollen  Gläubige eines anderen Ritus oder einer anderen Muttersprache nicht außer Acht gelassen werden, und bei der Verteilung der Ressourcen dürfen die Erfordernisse der Gesamtkirche nicht übersehen werden.
Die bestehenden Diözesen sollen daraufhin überprüft werden und gegebenenfalls geteilt, abgetrennt, zusammengelegt oder in den Grenzen geändert werden. (CD 22–24)

### Die Weihbischöfe
Über die Beziehung eines Weihbischofs zu seinem Diözesanbischof bestimmt das Dekret: 

„Weil also die Koadjutoren und Weihbischöfe zur Teilnahme an der Sorge des Diözesanbischofs berufen sind, sollen sie ihren Dienst so verrichten, dass sie in allen Angelegenheiten in voller Übereinstimmung mit diesem vorgehen. Außerdem sollen sie dem Diözesanbischof immer Gehorsam und Ehrfurcht erweisen, der seinerseits die Koadjutoren und Weihbischöfe brüderlich lieben und ihnen mit Hochachtung begegnen soll.“

Abschnitt 4 bestimmt, dass die Weihbischöfe an allgemeinen Konzilien teilnehmen können. Der CIC präzisierte dann 1983, dass sie als Glieder des Bischofskollegiums dort auch Stimmrecht besitzen. (CIC can. 339.1)

### Leitungsgremien
Zur Unterstützung des Generalvikars kann der Bischof bischöfliche Vikare ernennen, die in einem Teilbereich der Diözese oder in einem bestimmten Geschäftsbereich eine dem Generalvikar gleichrangige Leitungskompetenz haben. Das Amt des Bischofsvikars wurde durch Christus Dominus von den Konzilsvätern neu geschaffen.
In jedem Bistum soll ein Seelsorgsrat eingerichtet werden, dem unter Vorsitz des Diözesanbischofs ausgewählte Kleriker, Ordensleute und Laien angehören. (CD 27)

### Kleriker und Ordensleute
Als Ideal formuliert das Konzil: „Die Beziehungen zwischen dem Bischof und den Diözesanpriestern müssen vor allem auf den Banden der übernatürlichen Liebe aufbauen, und zwar so, dass die Einheit des Willens der Priester mit dem Willen des Bischofs ihre Seelsorgsarbeit fruchtbarer werden läßt“; die Priester sollen aber auch untereinander verbunden sein. (CD 28) Vorrangig sind dabei die Pfarrer Mitarbeiter des Bischofs, denen als  „eigentlichen Hirten“ die Seelsorge und der Dienst des Lehrens, der Heiligung und der Leitung in einem bestimmten Teil der Diözese anvertraut ist. (CD 30)
Ordensleute, Männer und Frauen, gehören in einer besonderen Weise zur Familie der Diözese; Ordenspriester werden als zum Klerus der Diözese gehörend betrachtet, wenn sie seelsorgliche Funktionen im Bistum ausüben. Auch exemte Orden unterstehen der Jurisdiktion des Diözesanbischofs hinsichtlich des öffentlichen Vollzugs des Gottesdienste, der Glaubensunterweisung und des Apostolats. Eine straffe „Koordinierung aller apostolischen Werke und Initiativen“, auch die der Ordensgemeinschaften, ist Recht und Aufgabe des Diözesanbischofs für sein Bistum und der Bischofskonferenzen  jeweils für ihr Gebiet. (CD 33ff.)

### Synodale Versammlungen, Bischofskonferenzen und überdiözesane Strukturen
Unter Rückblick auf die frühe Kirche äußert das Konzil den Wunsch, „dass die ehrwürdigen Einrichtungen der Synoden und Konzilien mit neuer Kraft aufblühen“. (CD 36)
Die Einrichtung von nationalen Bischofskonferenzen wurde auf dem Konzil heftig diskutiert und schließlich mit diesem Dekret (CD 36–38) gemeinrechtlich vorgeschrieben und im Codex Iuris Canonici von 1983 normiert. Dadurch wurden neben den bis dahin allein berechtigten Diözesanbischöfen auch die Weihbischöfe und die Koadjutoren vollberechtigte Mitglieder der nationalen Bischofskonferenz. Das Konzil verwies darauf, dass bestehende Konferenzen in ihren Ländern bereits fruchtbar gearbeitet hätten. Die Bischofskonferenzen verschiedener Länder sollen die gegenseitigen Beziehungen pflegen.
Jedes Bistum und gleichgestellte Gebiete gehören zu einer Kirchenprovinz; deren Abgrenzungen sowie die Rechte und Privilegien der Metropoliten, die ihnen vorstehen, sollen neu festgelegt werden. Kirchenprovinzen können zu kirchlichen Regionen zusammengefasst werden. In jedem Land soll möglichst ein Militärvikariat zur geistlichen Betreuung der Soldaten eingerichtet werden. Die Leiter von Ämtern, die Dienste für alle oder mehrere Diözesen eines Landes leisten, sollen mit den einzelnen Diözesanbischöfen in brüderlicher Gemeinschaft und einmütig zusammenwirken. Dies gilt auch für die Militärbischöfe. (CD 39–43)

## Text und Kommentar
- Decretum de Pastorali Episcoporum munere in Ecclesia / Dekret über die Hirtenaufgabe der Bischöfe in der Kirche. Lateinischer Text aus „Acta Apostolicae Sedis“ 58 (1966) 673-696. Deutsche Übersetzung besorgt im Auftrag der deutschen Bischöfe. Einleitung und Kommentar von Prälat Univ.-Prof. Klaus Mörsdorf. In: LThK², Das Zweite Vatikanische Konzil, Konstitutionen, Dekrete und Erklärungen, Lateinisch und Deutsch. Kommentare, Teil II, Herder-Verlag, Freiburg im Brsg. 1967, S. 127–247. Ausführlich eingeleiteter und kommentierter lateinisch-deutscher Paralleltext.
- Das Dekret über die Hirtenaufgabe der Bischöfe in der Kirche „Christus Dominus“. In: Karl Rahner / Herbert Vorgrimler: Kleines Konzilskompendium. Sämtliche Texte des Zweiten Vatikanums. Herder-Verlag, Freiburg im Breisgau 22. Auflage 1990, S. 251–285. [Einleitung und Text]